# Юкка высокая
Юкка высокая (лат. Yucca elata) — многолетнее вечнозеленое однодомное растение, бесстебельное или имеющее ствол,  вид рода Юкка семейства Спаржевые (Asparagaceae).

## Описание
Многолетний вечнозелёный образующий колоний из розеток кустарник или небольшое дерево высотой 1,2—4,5 метра.
Листья длинные тонкие, длиной 25—95 см и 0,2—1,3 см шириной. Старые листья желтеют и повисают на стволе.
Цветонос высотой 1—2 метра.
Цветы колокольчатые кремово-белые, часто с оттенком зелёного или розового.
Плод сухая коробочка от 4 до 8 сантиметров длиной.
Семена чёрные, плоские 7—11 мм в диаметре.

## Распространение
В природе ареал вида охватывает юг США и север Мексики